# Stefan Zangerl
Stefan Zangerl (* 31. August 1952 in Innsbruck, Tirol) ist ein österreichischer Politiker (ÖVP, später Liste Fritz Dinkhauser).

## Leben
Stefan Zangerl besuchte von 1958 bis 1962 die Volksschule und von 1962 bis 1966 die Hauptschule in Zirl, ehe er 1967 in den Dienst der Österreichischen Post- und Telegraphenverwaltung eintrat. 1971 holte Zangerl über den zweiten Bildungsweg die Abendmatura nach und stieg innerhalb der Post bis zum Abteilungsleiter auf. 1998 wurde Zangerl der Berufstitel Amtsdirektor zuerkannt.
Zangerl ist seit 1970 Mitglied der Österreichischen Volkspartei (ÖVP) und des Österreichischen Arbeiter- und Angestelltenbundes (ÖAAB). Als junger Erwachsener engagierte sich Zangerl in der Fraktion Christlicher Gewerkschafter (FCG). Nachdem Zangerl den politischen Kurs der ÖVP, vor allem aufgrund deren politischen Ausrichtung unter Landeshauptmann-Stellvertreter und Funktionär des Tiroler Bauernbundes Anton Steixner nicht weiter mittragen wollte, schloss er sich 2008 mit anderen ÖVP-Funktionären der Liste Fritz Dinkhauser – Bürgerforum Tirol an. Bei der Landtagswahl 2008 erreichte die Liste Fritz Dinkhauser – Bürgerforum Tirol sieben Landtagsmandate errang ein Bundesratsmandat. Im Juli 2008 wurde Zangerl als Mitglied des Bundesrates in Wien vereidigt, dem er bis Dezember 2012 angehörte. Im Dezember 2012 wechselte Zangerl nach dem plötzlichen Tod des Klubobmannes Bernhard Ernst in den Tiroler Landtag. Im Februar 2013 trat Zangerl aufgrund unüberbrückbarer Differenzen mit Fritz Dinkhauser aus dem Parteivorstand der Liste Fritz zurück und trat aus der Partei aus.
Stefan Zangerl ist verheiratet und Vater von zwei Söhnen.